# Festbrennstoff

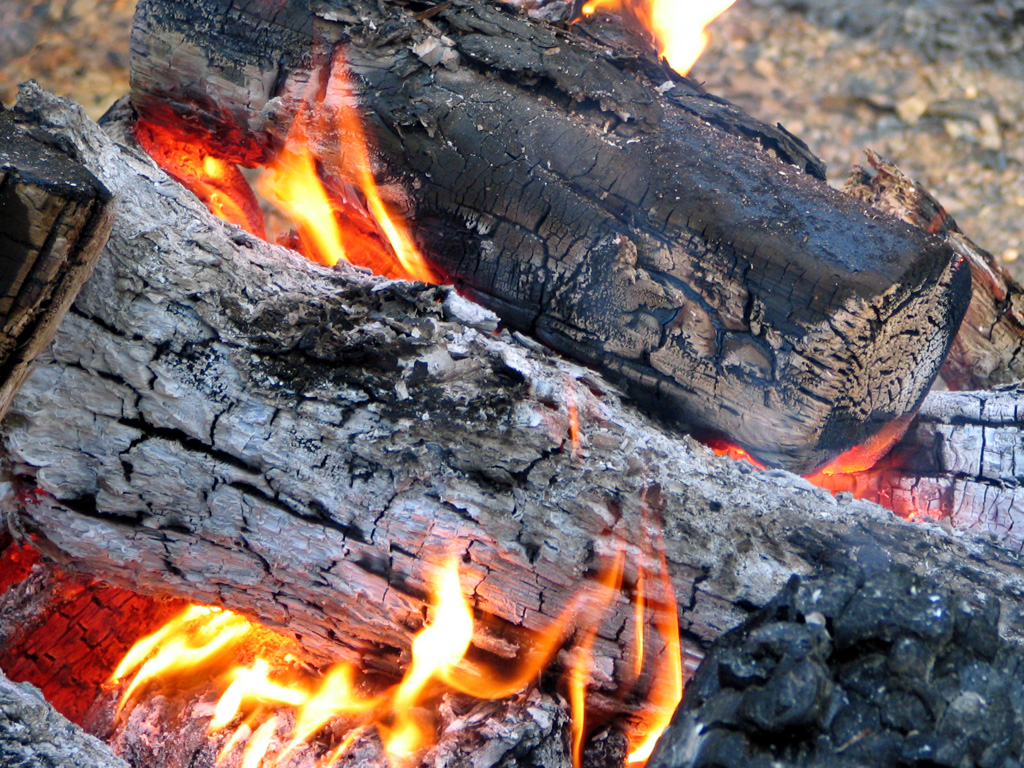
Brennholz – der klassische Festbrennstoff im häuslichen Bereich

Ein Festbrennstoff ist ein Brennstoff, der vor dem Verbrennen in festem Aggregatzustand, also als Festkörper, vorliegt.
Festbrennstoffe weisen bei der Verbrennung einige Besonderheiten auf, die bei Konstruktion, Auslegung und Betrieb der einer Feststofffeuerung sowie der vorgeschalteten Brennstoffaufbereitung berücksichtigt werden müssen.
Schadstoffe aus der Verbrennung werden teilweise durch die Rauchgasreinigung aus dem Rauchgas entfernt.
Weitere feste Verbrennungsrückstände sind die Rostasche sowie die Ofenschlacke.

## Aufbereitung und Beschickung
Da Festbrennstoffe nicht in Tanks gelagert und über Rohrleitungen gefördert werden können (mit Ausnahme pneumatischer Staubförderung, die wiederum mit anderen Problemen verbunden ist), sind für Aufbereitung, Lagerung und Transport aufwändige Methoden erforderlich:
- Lagerung in Halden oder Silos (Gefahr der Selbstentzündung bei pulverförmigen Stoffen), im Haushaltsmaßstab auch in Bigbags
- Transport über Förderbänder, Schub-/Zugböden, Bagger/Radlader
- Zerkleinerung auf die gewünschte Korngröße in Mühlen, Hackern/Schredder, … und Aussortierung von Unter- und Überkorn für störungsfreien Betrieb der Feuerung
- möglicherweise Probleme durch faserige Bestandteile und Verunreinigungen → Abscheidung
- Beschickung über Doppelklappen, Förderschnecken, Kolben/Schieber (Rückbrandgefahr); bei nicht zündfreudigem Staub auch pneumatisch (Explosionsgefahr!)

## Verbrennungsverhalten
Beim Verbrennungsverhalten ist zu unterscheiden, ob es sich um ein industrielles Verfahren oder ein herkömmliches Verfahren wie beim Hausbrand handelt.

### Mischung und Abbrandverhalten

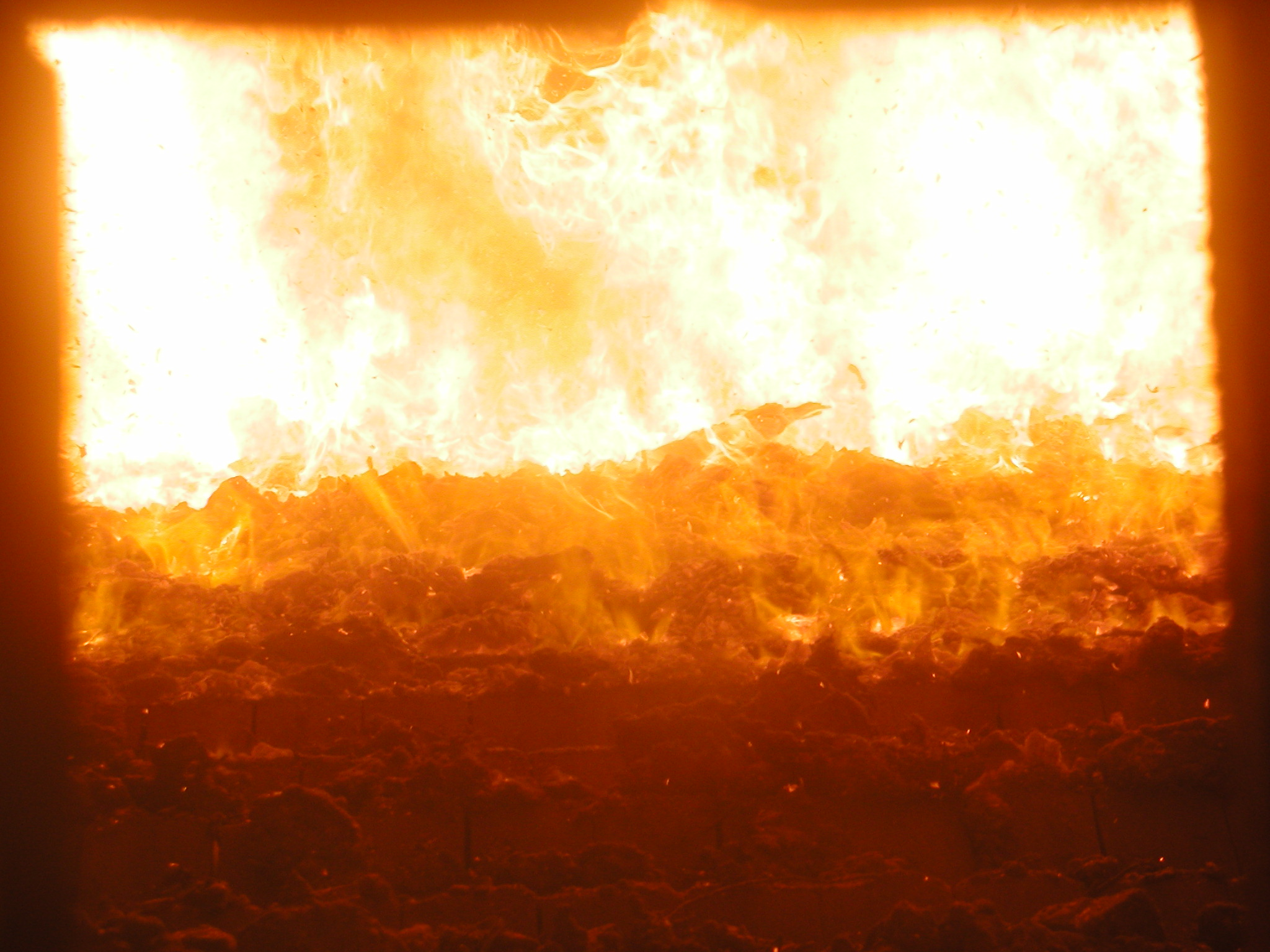
Blick in eine industrielle Festbrennstofffeuerung (Rostfeuerung)

Durch den geringen Zerteilungsgrad und die daraus resultierende geringe spezifische Oberfläche läuft der Abbrand mit geringer Geschwindigkeit ab; hieraus ergibt sich, dass eine lange Verweilzeit des Brennstoffes in der Feuerung erforderlich ist, um einen guten Ausbrand sicherzustellen.
Die langsame Verbrennung ist in großtechnischen Feuerungen zumeist hinderlich, weil die lange Verweilzeit bei gegebenem Durchsatz dazu führt, dass der Feuerraum ein sehr großes Volumen haben muss und sehr träge reagiert. In kleineren und manuell beschickten Feuerungen kann die Trägheit aber auch ein gewünschter Effekt sein: Die in der Feuerung befindliche Brennstoffmenge wirkt als Energiespeicher, Schwankungen in der Feuerungsregelung (Brennstoffzufuhr und Abbrand) werden ausgeglichen, der Heizer wird entlastet und muss nicht ständig für eine kontinuierliche Brennstoffzufuhr sorgen. So ist bei Holzöfen und -kaminen im häuslichen Bereich die Befeuerung mit Scheitholz üblich, damit nur ab und zu Holz nachgelegt werden muss.
Wenn eine schnelle Verbrennung gewünscht ist, muss die spezifische Oberfläche des Festbrennstoffes durch Zerkleinerung erhöht werden und die Mischung von Brennstoff und Luft durch gute Schürung und gleichmäßige Luftzuführung begünstigt werden. Im Extremfall kann der Brennstoff bis auf Staubkorngröße aufgemahlen werden und in einer Staubfeuerung im Flugstrom verbrennen.

### Verbrennungsluftzuführung und Schürung
Wegen der geringen spezifischen Oberfläche des Brennstoffes ist bei Feststofffeuerungen besonders auf eine ausreichende, gleichmäßige und gut verteilte Zuführung der Verbrennungsluft zu achten, anderenfalls wird die Verbrennung neben dem geringen Angebot an reaktiver Oberfläche auf Seiten des Brennstoffes zusätzlich auch noch durch lokalen Luftmangel gebremst, der zu Kohlenmonoxid-Emissionen (CO) führt. Feststofffeuerungen werden daher mit einem deutlich höheren Verbrennungsluftverhältnis (Lambda) gefahren als Öl- oder Gasbrenner.
Bei industriellen Rostfeuerungen erfolgt die Luftzuführung von unten („Unterwind“) durch Öffnungen im Rost. Durch Bewegung des Rostes wird gleichzeitig das Feuer geschürt und der Brennstoff und die Asche vorwärts transportiert.
Bei der Wirbelschichtfeuerung und der Staubfeuerung verbrennt der Festbrennstoff in der Schwebe, bzw. im Flug, so dass, wenn die Feuerung als ganzes genug Luft bekommt, auch das einzelne Brennstoffkorn ausreichend mit Luft versorgt ist.

### Asche

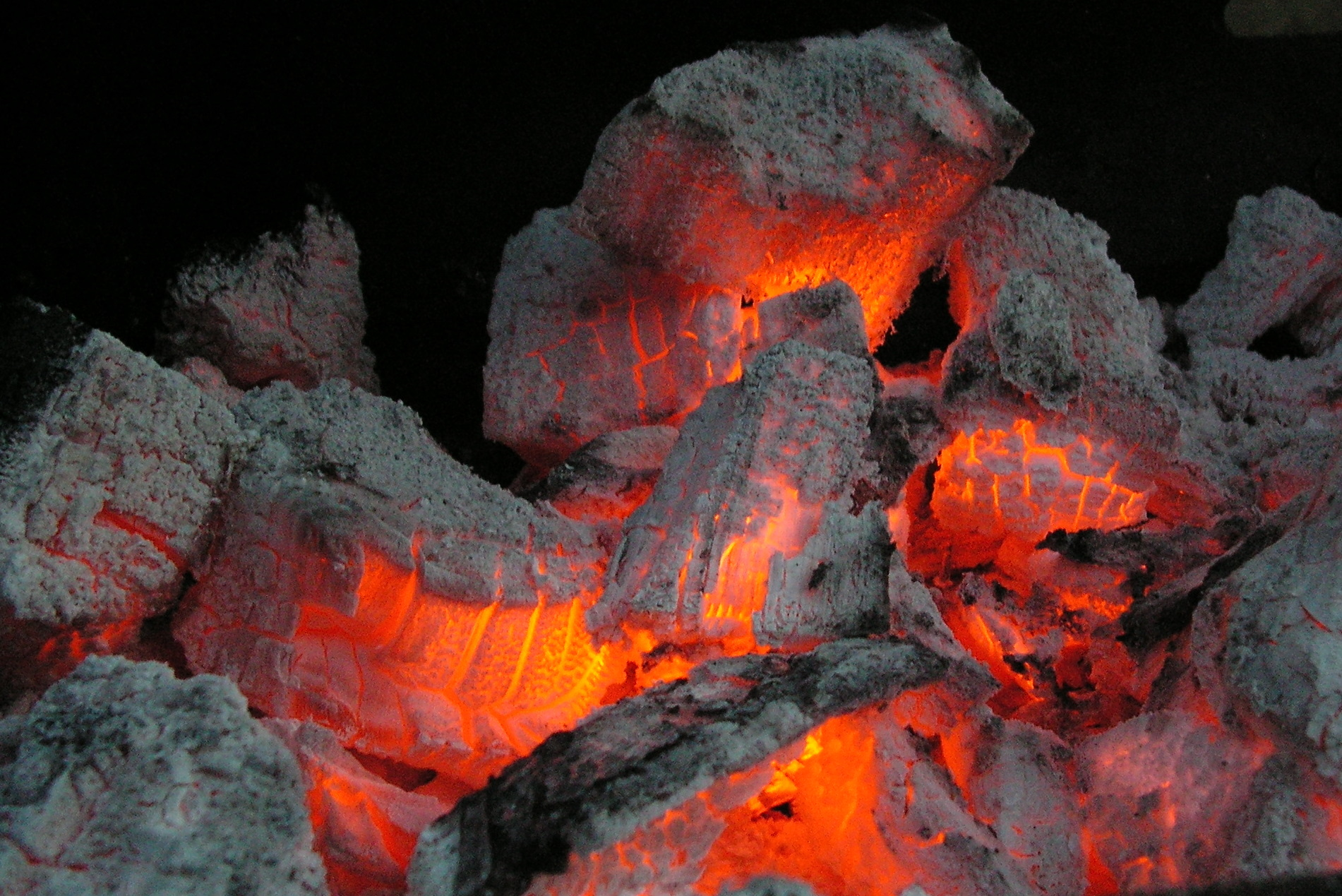
Glut und Asche eines Holzkohlefeuers

Eine weitere Besonderheit von festen Brennstoffen ist die Tatsache, dass diese im Gegensatz zu gasförmigen oder flüssigen Brennstoffen eine beträchtliche Menge an mineralischen, nicht-brennbaren Bestandteilen enthalten, die nach der Verbrennung als Asche in der Feuerung zurückbleiben. Diese Asche muss aus der Feuerung entfernt werden, damit sie nicht die Feuerung „verstopft“, die Luftzuführung und den Brennstofftransport behindert.
Der Abzug der Asche erfolgt normalerweise durch Schürung, also ein mechanisches Umrühren/Umwälzen des Brennstoff-Asche-Gemisches, wodurch die Asche sich vom noch unverbrannten Brennstoff löst und entweder nach unten fällt („Rostasche“) oder mit dem Verbrennungsabgas davonfliegt („Flugasche“). Die Rostasche wird bei industriellen Feuerungen normalerweise durch eine geeignete technische Einrichtung (z. B. einen Naßentascher) aus der Feuerung abgezogen. Die Flugasche wird über eine Rauchgas-Entstaubung abgeschieden.
Ein besonderes Problem ergibt sich, wenn die Asche eine niedrige Erweichungs- und Schmelztemperatur aufweist. Die Asche wird dann teigig/pastös, bei noch höheren Temperaturen sogar dünnflüssig. Die weiche Asche, auch Schlacke genannt, verklebt die Feuerung und behindert so den Brennstofftransport, die Luftzuführung und die Schürung. An den Wänden des Feuerraumes kann es im Bereich von Strömungstoträumen zu gefährlichen Anbackungen („Wächten“) kommen, die, wenn sie abbrechen, durch das Herunterfallen Schäden verursachen können. In den der Feuerung nachgeschalteten Heizflächen kühlt die Schlacke ab, erstarrt und versintert, bildet Verkrustungen, die den Wärmedurchgang behindert, so den Wirkungsgrad verschlechtern, lokale Überhitzung begünstigen und außerdem den rauchgasseitigen Druckverlust der Feuerung erhöhen.
Zur Reinigung des Feuerraumes und der Heizflächen von Asche- und Schlackeanbackungen verfügen industrielle Feuerungen über automatische oder halbautomatische Reinigungseinrichtungen wie Klopfer, Rußbläser oder Wasserlanzen.
Gängige fossile Brennstoffe weisen Ascheerweichungspunkte von 1000 bis 1200 °C auf, also deutlich niedriger als die adiabate Verbrennungstemperatur bei stöchiometrischer Verbrennung, die bei hohem Heizwert bei mehr als 2000 °C liegen kann. Schmelzkammerfeuerungen werden bewusst oberhalb des Ascheschmelzpunktes betrieben; die Asche wird flüssig abgezogen. In allen anderen Feuerungen ist das Schmelzen der Asche unerwünscht; um es zu verhindern, muss die Feuerung – beispielsweise durch Rauchgasrezirkulation – gekühlt werden, um die Temperatur unterhalb des Ascheerweichungspunktes zu halten.
Durch einige Brennstoffbestandteile wird eine Absenkung des Ascheerweichungspunktes bewirkt. Die genauen Vorgänge sind sehr komplex und kaum theoretisch vorhersagbar. Unter entsprechenden Bedingungen können bereits kleinste Spuren eines Stoffes den Schmelzpunkt erheblich beeinflussen, wenn dieser beispielsweise mit der Asche niedrigschmelzende Eutektika bildet. So führen beispielsweise einige Erdalkalien und Düngemittelrückstände, wie sie in erhöhter Konzentration in Stroh und halmgutartiger Biomasse vorhanden sind, bekanntermaßen zu einer Reduzierung des Ascheschmelzpunktes auf deutlich unter 1000 °C. Feuerungen für solche Biomassen neigen daher stark zur Verschlackung und erfordern besondere Gegenmaßnahmen.

## Feststofffeuerungen
Die Art der eingesetzten Feuerungstechnologie richtet sich vor allem nach der Körnung des Brennstoffes:
| Körnung:  | Staub         | Mittel                | Stückig / Pellets | Ballen          |
| --------- | ------------- | --------------------- | ----------------- | --------------- |
| Feuerung: | Staubfeuerung | Wirbelschichtfeuerung | Rostfeuerung      | Zigarrenbrenner |

## Systematik der Festbrennstoffe

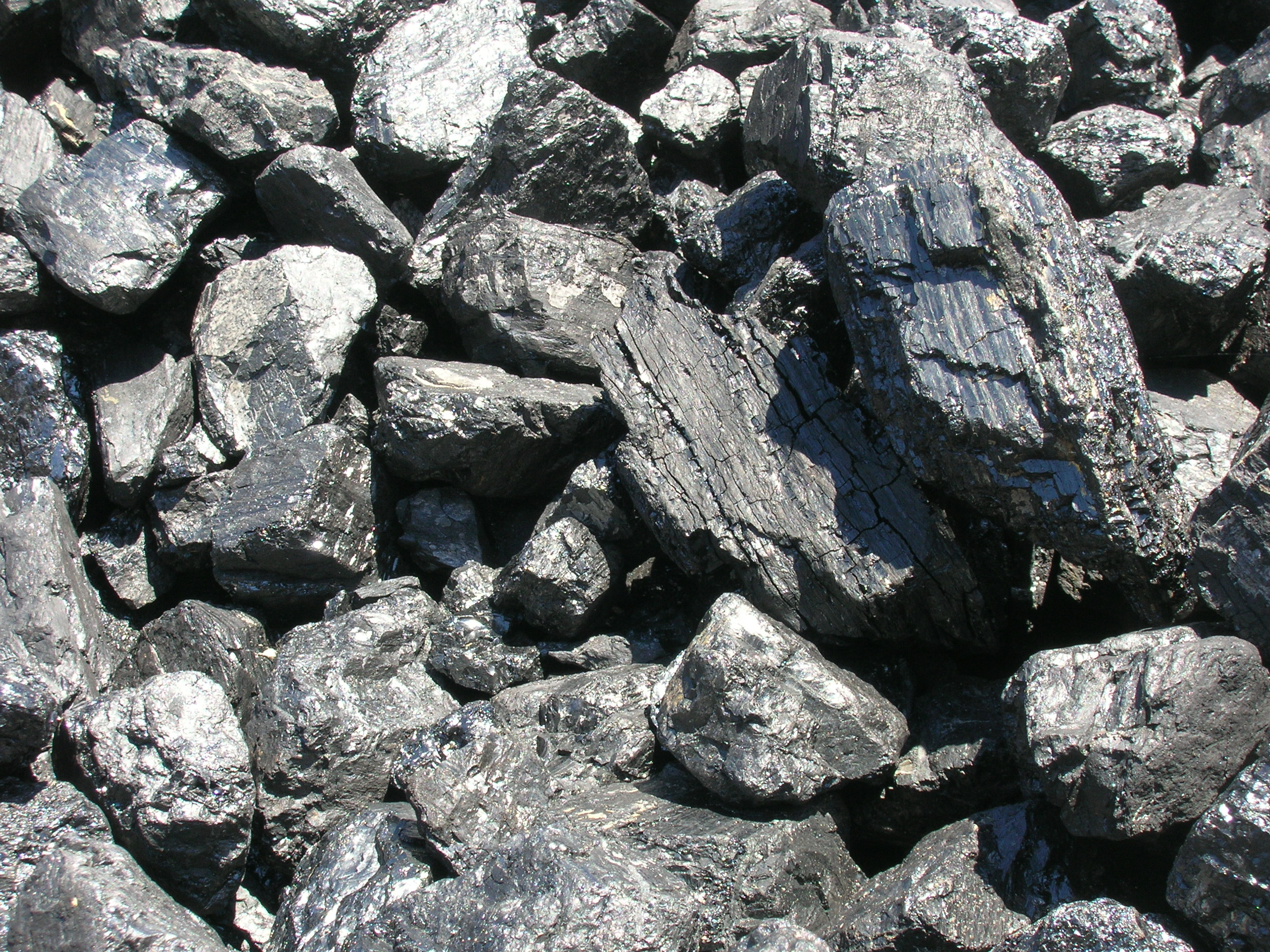
Kohle in grobstückiger Form

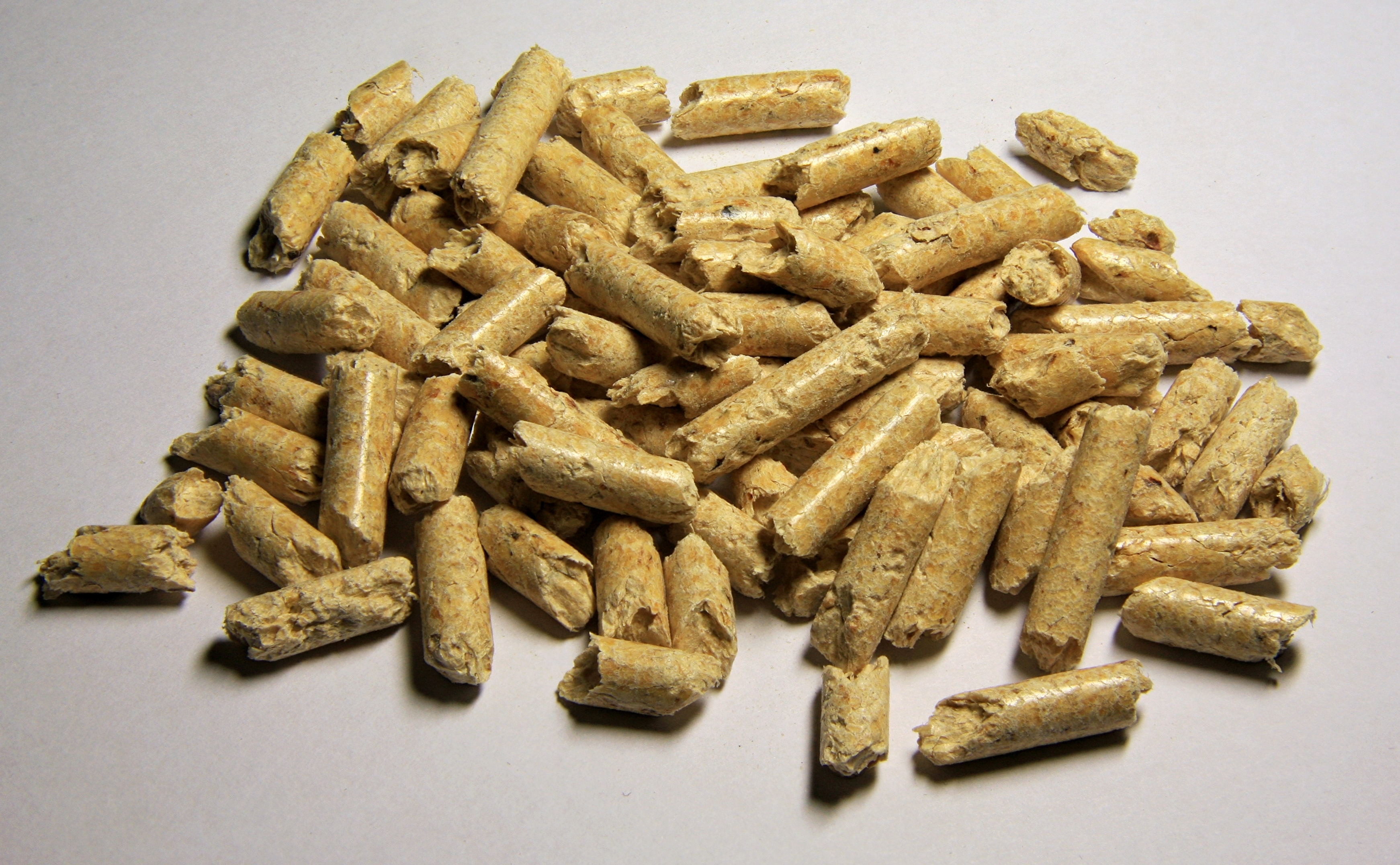
Holzpellets

| Zustand    | Fossile Brennstoffe     | Fossile Brennstoffe  | Biogene Brennstoffe                       | Biogene Brennstoffe | Rest- und Ersatzbrennstoffe                               |
| Zustand    | Kohle                   | Torf                 | Holz                                      | Sonstige Biomasse | Rest- und Ersatzbrennstoffe                               |
| ---------- | ----------------------- | -------------------- | ----------------------------------------- | --- | --------------------------------------------------------- |
| Stückig    | Stückkohle              | Torfsoden            | Scheitholz, Brennreisig, Hackschnitzel, … | Mindergetreide, Kaffeesatz, Halmgutstroh (Bagasse, Reisstroh, Rapsstroh, …), Schalen, Hülsen und Kerne von verschiedenen Pflanzen, … | Abfall (Hausmüll, Altholz, …), Klärschlamm, Spuckstoff, … |
| gemahlen   | Kohlenstaub, Kohlengrus | Torfstaub            | Holzstaub / Sägespäne                     | Mindergetreide, Kaffeesatz, Halmgutstroh (Bagasse, Reisstroh, Rapsstroh, …), Schalen, Hülsen und Kerne von verschiedenen Pflanzen, … |                                                           |
| gepresst   | Eierkohle, Brikett      | Torfbrikett          | Holzbrikett, Holzpellet                   | Strohballen, Strohpellet, Restwertpellet                                                                                             |                                                           |
| verschwelt | Koks, Grude             | Torfkoks / Torfkohle | Holzkohle                                 | Biokohle, Cococha |                                                           |

## Ökologische Aspekte
Festbrennstoffe gelten als besonders umweltbelastend. Insbesondere im Hinblick auf den Schwefelgehalt, der unter anderem für den Sauren Regen verantwortlich ist, und einige andere Schadstoffe haben manche Staaten gesetzliche Vorschriften erlassen, die den Betrieb von Feuerungsanlagen entsprechend beschränken. Dazu gehören in Deutschland die Verordnung über kleine und mittlere Feuerungsanlagen sowie die Verordnung über Großfeuerungs-, Gasturbinen- und Verbrennungsmotoranlagen.